# Neocyclotidae
Neocyclotidae is een familie van weekdieren uit de klasse van de Gastropoda (slakken).

## Geslacht
- Daronia H. Adams, 1861